# Siemyśl (gemeente)
De gemeente Siemyśl is een landgemeente in woiwodschap West-Pommeren. Aangrenzende gemeenten:
- Gościno, Kołobrzeg en Rymań (powiat Kołobrzeski)
- Brojce en Trzebiatów (powiat Gryficki)

De zetel van de gemeente is in het dorp Siemyśl.
De gemeente beslaat 14,8% van de totale oppervlakte van de powiat.

## Demografie
Stand op 30 juni 2004:
| Omschrijving                   | Totaal | Totaal | Vrouwen | Vrouwen | Mannen | Mannen |
| ------------------------------ | ------ | ------ | ------- | ------- | ------ | ------ |
| eenheid                        | aantal | %      | aantal  | %       | aantal | %      |
| inwoners                       | 3610   | 100    | 1780    | 49,3    | 1830   | 50,7   |
| bevolkingsdichtheid (inw./km²) | 33,6   | 33,6   | 16,6    | 16,6    | 17     | 17     |

De gemeente heeft 4,8% van het aantal inwoners van de powiat. In 2002 bedroeg het gemiddelde inkomen per inwoner 1439,66 zł.

## Plaatsen
- Siemyśl (Duits Simötzel, dorp)

Administratieve plaatsen (sołectwo) van de gemeente Siemyśl:
- Białokury, Byszewo, Charzyno, Kędrzyno, Morowo, Niemierze, Nieżyn, Świecie Kołobrzeskie, Trzynik en Unieradz.

Zonder de status sołectwo : Izdebno, Mącznik, Paprocie, Wątłe Błota, Wędzice, Wszemierzyce.